# Maathorneferure
Maathorneferure, var en egyptisk drottning (stor kunglig hustru).   Hon var gift med farao Ramses II. 
Hon var dotter till hettiternas kung Hattusili III och drottning Puduhepa och syster till kung Tudhaliya IV. Äktenskapet arrangerades som en allians mellan Egypten och hettiterriket efter ett fredsfördraget mellan rikena. Hon medförde en enorm hemgift, och bröllopet firades med stora högtidligheter som finns beskrivna i källorna. Vid sin ankomst antog hon ett egyptiskt namn, och hennes ursprungliga namn är inte känt. Det uppges att hon inte spelade någon större roll vid faraos hov.  